# Carl Suchy & Söhne
Carl Suchy & Söhne ist ein österreichisch-schweizerischer Uhrenfabrikant mit Hauptsitz in Wien. Das Unternehmen war in Prag mit Niederlassung in Wien angesiedelt und hatte eine eigene Taschenuhrfabrik in La-Chaux-de-Fonds.

## Geschichte

Geschäft von Carl Suchy & Söhne an der Obstgasse in Prag, 1822 eröffnet

Carl Suchy d. J. in Verkleidung für den Makart-Umzug anlässlich der Silberhochzeit von Kaiser Franz Joseph I. und Kaiserin Elisabeth 1879

Carl Suchy (* 23. Dezember 1796 in Prag, Altstadt 773 (Taufe 24. Dezember 1796 Pfarre zum Heiligen Geist); † 21. Februar 1866 Prag, Neustadt, Obstgasse 771) wurde von Franz Lehner, einem als Hersteller von Stockuhren bekannten Uhrmacher aus dem Egerland als Meister im Handwerk unterwiesen. Nachdem er am 15. November 1812 den Freibrief erhielt, hielt er sich während seiner Wanderjahre sieben Jahre in München und anderen Städten Bayerns und vorübergehend in Prag als Gehilfe auf. Der Sechsundzwanzigjährige gründete nach der Wanderzeit mit eigenen Mitteln ein kleines Geschäft. Am 3. September 1821 heiratete er als Uhrmachermeister die ebenfalls aus Prag stammende Josephine Kroupa (ca. 1802–1866). Der Ehe entstammen vier Söhne.
Suchy hatte Erfolg und erweitert 1838 sein Geschäft und beschäftigte 35 Gehilfen. Gleichzeitig mit den Stockuhren begann er auch Pendeluhren herzustellen. Suchy war für seine Genauigkeit und Strenge bekannt. Jedes von einem Gehilfen vollendete Werk musste ihm zur Abnahme vorgelegt werden und nach erhielt erst danach den Firmenstempel eingeprägt.
In Anerkennung seiner Tätigkeit erhielt Suchy den Titel eines k.k. landesbefähigten Uhrenfabrikanten, bald darauf folge die Verleihung des k.u.k. Hoflieferantentitels. Auf Ausstellungen wurde er ausgezeichnet.
Aber nicht nur in technischer Richtung war Suchy erfolgreich, sondern auch kommerziell. Besonders auf der jährlichen Leipziger Messe fand er Kunden und gewann für die im Handel begehrten Pariser Stutzuhren neue Kunden für sich.
Für seine vier Söhne Carl, Hans, Johann Anton und Emanuel wählte Suchy sein Handwerk zum Beruf. Er gewann den berühmten böhmischen Uhrmacher Josef Kosek als Lehrmeister.
Im Jahr 1845 traten die beiden ältesten Söhne nach beendeter Lehrzeit ihre Wanderjahre in der Schweiz an, wo sie die besten Uhrmacher dieser Zeit besuchten. Nach ihrer Rückkehr traten sie 1849 in das väterliche Geschäft ein, das in Carl Suchy & Söhne umbenannt wurde. Der älteste Sohn Carl Suchy jun. wanderte bald wieder in die Schweiz und ließ sich dort nieder. Er begründete 1853 in La Chaux-de-Fonds eine Fabrik für Taschenuhren, die sich nach kurzer Zeit gut entwickelte und nicht nur das Stammgeschäft mit Taschenuhren versorgte, sondern auch in England für deren Uhren Absatz fand. Der zweite Sohn Hans wurde 1863 Gründer einer Zweigniederlassung an der Rotenturmstraße 6 in Wien. Alle drei Geschäfte firmierten unter dem Namen Carl Suchy & Söhne.
Carl Suchy sen. verstarb im Jahr 1866 im Alter von 70 Jahren. Nach seinem Tod trat der jüngste Sohn Emanuel Suchy in das Prager Geschäft ein, nachdem der dritte Sohn Johann Anton schon zuvor dort tätig gewesen war. Als Inhaber des Geschäftes in Prag erhielt Johann Anton den k.u.k. Hoflieferantentitel.
Alle vier Söhne Carl Suchys verstarben vor 1898. Das Prager Geschäft bestand zwar noch immer unter den gleichen Firmennamen und hatte einen guten Ruf, war jedoch nicht mehr im Besitz der Familie. Adolph Červinka wurde als Inhaber von Carl Suchy & Söhne in Prag zum k.u.k. Hoflieferanten ernannt. Die Wiener Niederlassung in der Rotenturmstraße war aber noch im Eigentum der Familie. Nach dem Tod von Hans Suchy übernahm seine Witwe Therese das Geschäft, als Geschäftsleiter stand ihr Sohn Alfred Suchy zur Seite.
Zu den Kunden gehörten nicht nur der Bürgerstand, sondern auch die hohe Aristokratie und der kaiserliche Hof.
Uhren aller Art von Carl Suchy & Söhne werden heute auf Auktionen verkauft und erzielen hohe Preise.
Im Jahr 2017 wurde die Firma wiederbelebt und auf das Gründungsjahr 1822 beruhend eine streng limitierte Ausgabe der Waltz N°1 in Zusammenarbeit mit Vaucher Fleurier Manufacture herausgebracht. Gebaut werden die Uhren von Uhrmachermeister Marc Jenni in Lausanne (Schweiz). Carl Suchy & Söhne präsentierte 2021 eine Tischuhr mit dem Namen Table Waltz, die gemeinsam mit Uhrmachermeisterin Therese Wibmer und Designer Rainer Mutsch entwickelt wurde.